# Janja Milić Zobunđija
mr. sc. Janja Milić Zobunđija ( Vrse kod Uskoplja, 22. srpnja 1951. ) je bosanskohercegovačka i hrvatska književnica. 
Osnovnu i srednju školu završila je u Zagrebu. Magistrirala je na Ekonomskom fakultetu u Zagrebu, gdje i danas živi i radi. Pisanjem se bavi od 2003. godine.

## Djela
- Biseri na stazama života - zabilježene misli, (2004.)
- Rodoslovlje obitelji Milić iz Uskoplja - biografije, (2006.)
- Uskoplje u riječi i slici - s Stjepanom Blažanovićem, (2006.)